# Xã Burr Oak, Quận Mitchell, Iowa
Xã Burr Oak (tiếng Anh: Burr Oak Township) là một xã thuộc quận Mitchell, tiểu bang Iowa, Hoa Kỳ. Năm 2010, dân số của xã này là 247 người.